# Pont du Luxembourg
De Pont du Luxembourg (brug van Luxemburg) is een dubbele spoorbrug over de Maas in Jambes, een deelgemeente van Namen. Over de westelijke brug loopt spoorlijn 154 naar Dinant en Givet, over de oostelijke brug loopt spoorlijn 162 naar Aarlen en Luxemburg.
Elk viaduct bestaat uit drie overspanningen op twee betonnen pijlers in de Maas.
Het viaduct mag niet verward worden met de brug van Jambes, een stenen boogbrug over de Maas, gebouwd in de 16e eeuw.
Bij de vernieuwing van de brug in 2012 werd één overspanning met uitzonderlijk vervoer naar Schaarbeek gebracht, waar deze wordt gebruikt in het museum Train World naast het station van Schaarbeek.